# Diego Coelho
Diego Martín Coelho Díaz, noto semplicemente come Diego Coelho (Montevideo, 28 gennaio 1995), è un calciatore uruguaiano, attaccante del Cobresal.

## Caratteristiche tecniche
È un centravanti.

## Carriera
Cresciuto nel settore giovanile del Nacional, ha esordito in prima squadra il 29 marzo 2017 disputando l'incontro di Primera División Profesional pareggiato 0-0 contro il River Plate (M).

## Palmarès

### Individuale
- Capocannoniere della Copa Chile: 1

2024 (6 reti, alla pari con Julián Brea)